# S:ta Annas kapell, Salo
St:a Annas kapell i Salo byggdes på 1500-talet. Det var en stenkyrka som tillhörde Salo kapellförsamling hörde till Uskela församling. Exakt datum för uppförandet är okänt, men utifrån kapellets historia och kyrkans stildrag har Markus Hiekkanen uppskattat att den med största sannolikhet byggdes mellan 1500 och 1520.  Kyrkan revs 1832 för att användas som byggnadsmaterial för kyrkan i Uskela. 
Kyrkan byggdes med två skepp, som många andra stenkyrkor från 1400-talet. Dess skyddshelgon var St:a Anna. På 1600-talet ersattes kyrkans vapenhus av släkten Horns gravkapell. Kyrkans klockstapel byggdes troligen samtidigt som kyrkan. Stapelns tvådelade överbyggnad förnyades 1730.
Salo kapellförsamling var också tidvis en självständig församling och då kallades kyrkan Salo kyrka. Men församlingen återgick till att vara kapell och slogs senare 1832 samman med Uskelas socken. Vid samgången kom man fram till att Salo-Uskela församling behövde en ny, större kyrka, och man beslutade att bygga en ny Uskela kyrka, särskilt eftersom moderkyrkan i Isokylä i Uskela hade förstörts i ett jordskred 1825. Kapellkyrkan i Salo revs för att få byggnadsmaterial till den nya kyrkan. Nedre delen av klockstapeln sparade och gjordes till ett monument 1953 enligt Aulis Blomstedts plan.